# Nallachius loxanus
Nallachius loxanus är en insektsart som beskrevs av Luisa Eugenia Navas 1911. Nallachius loxanus ingår i släktet Nallachius och familjen Dilaridae. Inga underarter finns listade i Catalogue of Life.